# Euphorbiales
Euphorbiales, en las clasificaciones vigentes hasta hace pocos años era un orden de plantas angiospermas (división Magnoliophyta) dicotiledóneas (clase Magnoliopsida) que contenía seis familias. Sus miembros se clasifican en el orden Malpighiales.
Flores unisexuales, aclamídeas o monoclamídeas, con gineceo de tres carpelos soldados y cerrados, placentación axial, con 1-2 óvulos. Relaciones filogenéticas discutidas hasta la aplicación de nuevas técnicas moleculares; Cronquist, las relacionaba con Celastrales o con Sapindales, al tener un gineceo con pocos carpelos y pocos óvulos, y además, por la reducción del periantio y las flores unisexuales, lo incluía en la subclase Rosidae. Thaktajan lo relacionaba con Malvales (las euforbiáceas plesiotípicas (“primitivas”), tienen corolas desarrolladas con estambres soldados en fascículo o en tubo, y frutos con carpelos que se separan en la madurez) por lo que las incluye en la subclase Dilleniidae.

## Familias anteriormente incluidas en Euphorbiales
- Buxaceae - 2 géneros
- Daphniphyllaceae - 1 género Daphniphyllum, 35 especies. La familia está clasificada en Saxifragales.
- Euphorbiaceae - 71 géneros.
- Pandaceae - 4 géneros, 28 especies.
- Simmondsiaceae - 1 género.
- Aextoxicaceae, asignada al orden euphorbiales en algunos sistemas antiguos, es ahora clasificada en los Berberidopsidales.